# Филоненко, Александр Никифорович
Александр Никифорович Филоненко (20 декабря 1930 — 18 февраля 2014) — бригадир тракторной бригады колхоза «50 лет СССР» Михайловского района Запорожской области Украинской ССР. Герой Социалистического Труда (23.07.1951). Почётный гражданин Михайловского района Запорожской области (19.02.2003).

## Биография
Родился 20 декабря 1930 года в селе Эмильчино (позже переименован в Емильчино, ныне посёлок в Житомирской области, Украина). Украинец.
В 1940 году вместе с семьёй переехал в Михайловский район Запорожской области (Украина). Окончил школу, затем — Молочанское училище механизации (город Молочанск Запорожской области).
В годы войны в 15 лет начал трудовую деятельность. С 1945 года — тракторист, с 1960 года — бригадир тракторной бригады колхоза «50 лет СССР» Михайловского района Запорожской области Украинской ССР.
Тракторная бригада выращивала хлеб, корма для скота, овощи, бахчевые культуры и другие сельскохозяйственные культуры.
Указом Президиума Верховного Совета СССР от 8 декабря 1973 года за большие успехи, достигнутые во Всесоюзном социалистическом соревновании, и проявленную трудовую доблесть в выполнении принятых обязательств по увеличению производства и продажи государству зерна, сахарной свёклы, масличных культур и других продуктов земледелия в 1973 году Филоненко Александру Никифоровичу присвоено звание Героя Социалистического Труда с вручением ордена Ленина и золотой медали «Серп и Молот».
В 1977 году заочно окончил Ногайский сельскохозяйственный техникум (город Приморск Запорожской области).
Продолжал работать бригадиром тракторной бригады до середины 1980-х годов. С 1989 года — на пенсии.
Был делегатом 25-го съезда Коммунистической партии Украины (1976).
Жил в селе Показное Михайловского района Запорожской области (Украина). Умер 18 февраля 2014 года.

## Награды
- Золотая медаль «Серп и Молот» (08.12.1973);
- орден Ленина (08.04.1971)
- орден Ленина (08.12.1973)
- Медаль «В ознаменование 100-летия со дня рождения Владимира Ильича Ленина» (1970)
- Медаль «За трудовую доблесть»
- Медалями ВДНХ СССР
- и другими
- Отмечен дипломами и почётными грамотами.

## Память
- На могиле установлен надгробный памятник.
- Его имя увековечено на Аллее славы героев войны и труда в посёлке городского типа Михайловка Запорожской области.